# Holmbergia tweedii
Holmbergia tweedii ist die einzige Art der monotypischen Pflanzengattung Holmbergia innerhalb der Familie der Fuchsschwanzgewächse (Amaranthaceae). Sie gedeiht auf salzigen Böden in Südamerika.

## Beschreibung

### Erscheinungsbild und Blatt
Holmbergia tweedii ist ein kletternder Strauch oder Halbstrauch mit Wuchshöhen von bis zu 3 Metern. Die abstehenden, hin- und hergebogenen Sprossachsen sind jung weichhaarig, später verkahlend und an der Basis gestreift.
Die wechselständigen, manchmal fast gegenständigen Laubblätter sind in Blattstiel und Blattspreite gegliedert. Der Blattstiel ist 2 bis 10 Millimeter lang. Die fleischige, grüne, kahle Blattspreite ist bei einer Länge von 10 bis 35 Millimetern sowie einer Breite von 10 bis 22 Millimetern meist eiförmig, verkehrt-eiförmig, lanzettlich oder elliptisch, manchmal fast spießförmig oder rhombisch mit deutlicher Mittelrippe. Der Blattrand ist ganzrandig. Die Blattanatomie entspricht dem „normalen“ (nicht-Kranz)-Typ der C3-Pflanzen.

### Blütenstand und Blüte
Holmbergia tweedii blüht in ihrem natürlichen Verbreitungsgebiet von März bis Juni. Holmbergia tweedii ist einhäusig getrenntgeschlechtig (monözisch). Die Blütenstände bestehen aus Knäueln von männlichen Blüten in unterbrochenen, endständigen Scheinähren sowie weiblichen Blüten in den Blattachseln. Die männlichen Blüten (ohne Vorblätter) besitzen eine Blütenhülle aus fünf in der unteren Hälfte miteinander verbundenen Tepalen von 1,5 Millimeter Länge mit kapuzenartigem oberen Ende. Vor den Tepalen stehen fünf Staubblätter, die einem Diskus entspringen. Die Staubbeutel ragen aus der Blüte heraus. Die weiblichen Blüten besitzen jeweils ein Vorblatt (Brakteole). Sie bestehen aus einer zarthäutigen Blütenhülle aus fünf bis zur Mitte verbundenen, an der Spitze leicht behaarten Tepalen von 0,5 bis 1 Millimeter Länge mit grünem Mittelnerv, und einem Fruchtknoten mit zwei pfriemlichen, herausragenden Narben.

### Frucht und Samen
Zur Fruchtzeit sind die unveränderten Blütenhüllblätter an der Basis der viel größeren Frucht noch vorhanden. Die Frucht, die zur Fruchtreife nicht abfällt, vergrößert sich auf 3 bis 5 × 3 bis 4 Millimeter, wird purpur-rot oder blut-rot und schwammig beerenartig, sie ist fast kugelförmig oder ellipsoid, seitlich abgeflacht. Ihre fleischige, aufgeblähte Fruchtwand haftet nicht am Samen. Der vertikal stehende Samen von 3 Millimeter Durchmesser hat eine schwarze, glatte und glänzende, harte Samenschale. Der ringförmige Embryo umgibt das reichlich vorhandene mehlige Endosperm.

## Vorkommen
Holmbergia tweedii ist in Südamerika verbreitet (Argentinien, Bolivien, Paraguay und Uruguay). Sie wächst auf salzigen Böden, beispielsweise in Salzmarschen, zusammen mit anderen Halophyten.

## Systematik
Die Erstbeschreibung erfolgte 1849 unter dem Namen (Basionym) Chenopodium tweedii durch Alfred Moquin-Tandon in A. P. de Candolle und A. L. P. P. de Candolle: Prodromus systematis naturalis regni vegetabilis, 13, 2, 1849, S. 63. Das Artepitheton tweedii ehrt den Entdecker dieser Art, den schottischen Gärtner John Tweedie (1775–1862). Die Gattung Holmbergia wurde 1909 durch Cristóbal Mariá Hicken in Apuntes de Historia Natural, 1, S. 65 aufgestellt. Die Typusart ist Holmbergia exocarpa (Griseb.) Hicken, welches jetzt als Synonym gilt. Der Gattungsname Holmbergia ehrt den argentinischen Naturforscher Eduardo Ladislao Holmberg (1852–1937). 1916 gruppierte Carlo Luigi Spegazzini Chenopodium tweedii in die Gattung Holmbergia. Synonyme für Holmbergia tweedii (Moq.) Speg. sind Chenopodium exocarpum Griseb., Chenopodium tweedii Moq. sowie Holmbergia exocarpa (Griseb.) Hicken.
Holmbergia tweedii ist die einzige Art der monotypischen Pflanzengattung Holmbergia, die zur Tribus Atripliceae (Syn.: Chenopodieae) in der Unterfamilie Chenopodioideae innerhalb der Familie Amaranthaceae gehört.